# Beat of the Street
Beat of the Street is het tweede studioalbum van de combinatie Sutherland Brothers and Quiver. De band speelde meer richting folkrock met hun vorige album en dat zette zich met dit album door. Vanaf nu is het een afvalrace voor bandleden van Quiver; de eerste die verdween was Bruce Thomas. Thomas kwam later goed terecht in The Attractions, de begeleidingsband van Elvis Costello. Thomas werd op dit album vervangen door Terry Comer van Ace, zonder dat die vast lid van de combinatie werd. Het album is opgenomen in de Island Studios en Air Londen. Muff Winwood had opnieuw de leiding. Het muziekalbum verscheen in eerste instantie via Island Records, maar niet in de Verenigde Staten. Het werd daar later uitgegeven door CBS, de compact disc verscheen onder de vlag Sony Rewind. Tim Renwick van Quiver voerde de lijst met musici aan op het vorige album, nu is dat Iain Sutherland.

## Musici
- Iain Sutherland – zang, gitaar
- Tim Renwick – gitaar, zang
- Gavin Sutherland – zang, basgitaar, percussie
- Peter Wood – toetsinstrumenten, marimba
- Willie Wilson – slagwerk en percussie met
- Terry Comer – basgitaar

## Composities
| Nr. | Titel                            | Duur |
| --- | -------------------------------- | ---- |
| 1.  | World in action (Gavin)          | 3:25 |
| 2.  | Saviour in the rain (Iain)       | 4:00 |
| 3.  | Devil, are you satisfied? (Iain) | 3:50 |
| 4.  | Bone dry (Iain)                  | 4:05 |
| 5.  | Beat of the Street (Gavin)       | 3:53 |
| 6.  | Laid back in anger (Iain)        | 3:20 |
| 7.  | Hi life music (Gavin, Tim)       | 3:03 |
| 8.  | Living in love (Iain)            | 3:03 |
| 9.  | Annie (Iain)                     | 4:05 |
| 10. | Last boy over the moon (Gavin)   | 3:57 |